# Journée de l'unité nationale et Journée des forces armées
La Journée de l'unité nationale et Journée des forces armées (en italien : Giornata dell'Unità Nazionale e delle Forze Armate) est une fête nationale italienne qui a lieu le 4 novembre. Mise en place en 1919 pour commémorer la victoire italienne durant la première guerre mondiale. La fin de la guerre aboutit, par le traité de Saint-Germain-en-Laye, à la cession de ce qui est aujourd'hui la région autonome du Trentin-Haut-Adige et de Trieste, ce qui est considéré comme la fin de la quatrième guerre d'indépendance italienne (it).
La date est fixée au 4 novembre, date d'entrée en vigueur de l'armistice de Villa Giusti (signée le 3 novembre 1918) et qui met fin aux hostilités entre l'Italie et l'empire austro-hongrois.

## Histoire

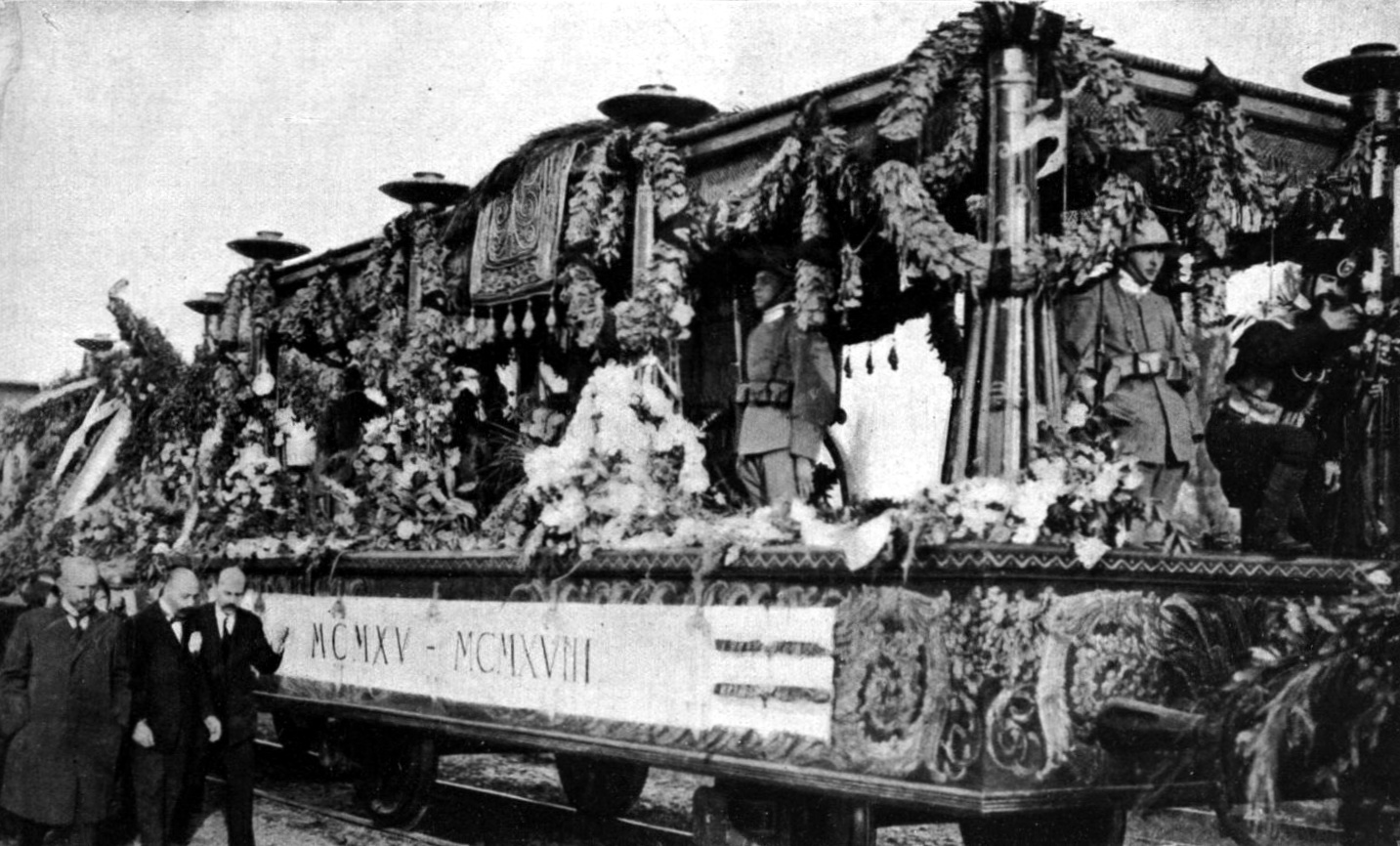
Train utilisé pour déplacer le corps du soldat inconnu du nord-est de l'Italie au monument à Victor-Emmanuel II en 1921.

Établie en 1919, la célébration du 4 novembre est l'unique fête nationale à avoir traversée les trois phases politiques du pays: l'Italie libérale, fasciste et républicaine. En 1921, à l'occasion de cette célébration, les restes du soldat inconnu sont transférés des régions de front au nord-est du pays à l'autel de la Patrie à Rome.
En 1922, peu après la marche sur Rome, la fête change de nom et devient la « Anniversario della Vittoria » pour assumer pleinement la dimension militaire de l'évenement. Cet anniversaire de la victoire de la première guerre mondiale s'inscrit dans le cadre de la politique du nouveau régime politique de Benito Mussolini, qui s'appuie sur le bellicisme et dont les principaux cadres sont issus de l'armée — et plus particulièrement des arditi. Il faut attendre 1949 pour que la fête du quatre novembre reprenne sa forme initiale en célébrant les forces armée et l'unité de l'Italie,.
Après le premier conflit mondial et le traité de Saint-Germain-en-Laye qui stipule l'annexion de l'actuelle région du Trentin-Haut-Adige et la ville de Trente et, dans la nouvelle région du Triveneto la ville de Trieste, l'Italie complète son unité nationale initiée avec le Risorgimento. Ces acquisitions territoriales et l'ampleur du conflit font que ce dernier est considéré comme la quatrième guerre d'indépendance italienne. Cette dénomination, bien que peu utilisée de nos jours, a perdu de l'importance.
Jusqu'en 1976, le 4 novembre est un jour férié. À partir de 1977, dans un contexte d'austérité, la journée dédiée aux forces armées et à l'unité nationale est déplacée selon la loi n°54 du 5 mars 1977 au premier dimanche de novembre. Ainsi, la fête n'est plus fériée et est une célébration mobile,,,.
Au fil du temps, dans les années 1980 et 1990, l'importance de la fête décline. Il faut attendre le début du nouveau siècle et l'action de revalorisation des symboles nationaux italiens du président de la république Carlo Azeglio Ciampi pour que cette date retrouve une célébration et une diffusion plus générale en étant de nouveau fixée au 4 novembre sans pour autant être férié. Elle est désormais dédiée à tous les soldats tombés au combat.

## Contestations
Durant la période de l'automne chaud, la fête des forces armées a fait l'objet de critiques de la part de plusieurs parties de l'échiquier politique. Lors de ce « Mai 68 qui dura dix ans », de nombreux mouvements d'extrême gauche et de « catholiques dissidents » ont donné vie à des manifestations pour demander la reconnaissance d'un droit à l'objection de conscience pour attaquer l'institution militaire.
Souvent, la contestation s'est illustrée par la distribution de flyers et le collage d'affiche proche des établissements de l'armée italienne. De nombreux procès eurent lieu pour l'« offense à l'honneur et au prestige des forces armées » et pour encouragement à la désobéissance.